# Asclépiodote (roi légendaire)
Pour les articles homonymes, voir Asclépiodote.
Asclépiodote (Asclépiodotus en latin) est un roi légendaire de l’île de Bretagne (actuelle Grande-Bretagne), dont l’« histoire » est rapportée par Geoffroy de Monmouth dans son Historia regum Britanniae (vers 1135).
Le personnage est vraisemblablement inspiré par Julius Asclepiodotus, préfet du prétoire qui rétablit l'autorité de Rome en Bretagne en 296.

## Le royaume de l’île de Bretagne
Après la guerre de Troie, Énée arrive en Italie, avec son fils Ascagne et devient le maître du royaume des Romains. Son petit-fils Brutus est contraint à l’exil après avoir accidentellement tué son père. Après une longue navigation, Brutus débarque dans l’île de Bretagne, l’occupe et en fait son royaume. Il épouse Innogen dont il a trois fils. À sa mort, le royaume est partagé en trois parties et ses fils lui succèdent : Locrinus reçoit le centre de l’île à qui il donne le nom de « Loegrie », Kamber reçoit la « Cambrie » (actuel pays de Galles) et lui donne son nom,  Albanactus hérite de la région du nord et l’appelle « Albanie » (Écosse). À la suite de l’invasion de l’Albanie par les Huns et de la mort d’Albanactus, le royaume est réunifié sous la souveraineté de Locrinus. C’est le début d’une longue liste de souverains.

## Asclépiodote
Allectus est envoyé en Bretagne pour détrôner le tyran Carausius. Lors de la guerre qui oppose Romains et Bretons, un grand nombre de ces derniers sont tués, ainsi que leur roi. Mais ils se choisissent un nouveau roi,  Asclépiodote duc de Cornouailles et se rebellent. Ils surprennent Allectus dans Londres, alors qu’il donne une fête en l’honneur des dieux. Les Romains perdent la bataille et plusieurs milliers d’entre eux sont massacrés. Un ami d’Allectus, Livius Gallus, se réfugie dans Londres et fortifie les remparts de la ville.
Asclépiodote fait le siège de la cité et demande de l’aide à tous les autres chefs bretons afin de chasser les Romains de l’île de Bretagne. Venus de Démétie, de Vénédotie, de Deire et d’Albanie, ils construisent des machines de guerre pour détruire les remparts. Les Bretons pénètrent dans la ville et massacrent les Romains. Asclépiodote s’apprête à gracier Gallus et les derniers survivants qui se sont rendus, mais les Bretons de Vénédotie leur coupent la tête sur les bords d’un torrent. L’endroit s’appelle maintenant Nantgallim en breton et Galabroc en saxon, en souvenir du chef Gallus.
Asclépiodote est couronné roi de Bretagne et règne pendant dix ans, « dans le respect de la vraie justice et de la paix, réprimant la cruauté des voleurs et les coups d’épées des brigands ». Il meurt lors de l’insurrection de Coel Hen, duc de Kaercolum (Colchester). C’est sous son règne que Dioclétien envoya Maximilien Hercule dans l’île pour tenter de faire disparaître le christianisme. Ce personnage légendaire est vraisemblablement inspiré par l’historique Julius Asclepiodotus.

## Sources
- (en) Peter Bartrum, A Welsh classical dictionary: people in history and legend up to about A.D. 1000, Aberystwyth, National Library of Wales, 1993, p. 33-34  ASCLEPIODOTUS.
- Geoffroy de Monmouth, Histoire des rois de Bretagne, traduit et commenté par Laurence Mathey-Maille, pages 112 à 117, Les Belles lettres, coll. « La Roue à livres », Paris, 2004,  (ISBN 2-251-33917-5).